# Alexandr Gostijev
Alexandr Gostijev (Gostity) (* 24. ledna 1987) je ruský zápasník–volnostylař.

## Sportovní kariéra
Zápasení se věnoval na sportovní škole v severoosetské Digoře pod vedením Alana Dzagkojeva. Později se přesunul do Vladikavkazu, kde se připravoval pod vedením Tasoltana Chatagova. V ruské volnostylařské reprezentaci se neprosadil, proto v roce 2010 přijal nabídku reprezentovat Ázerbájdžán. Od roku 2011 startoval ve váze do 74 kg. V roce 2012 prohrál nominaci na olympijské hry v Londýně s Ašrafem Alijevem. Od roku 2014 startuje ve váze do 86 kg. V roce 2016 prohrál nominaci na olympijské hry v Riu s Dagestáncem Šarifem Šarifovem.

## Výsledky
| Turnaj             | 2012 | 2013 | 2014 | 2015 | 2016 | 2017 | 2018 | 2019 |
| Turnaj             | 25   | 26   | 27   | 28   | 29   | 30   | 31   | 32   |
| Turnaj             | -74  | -74  | -86  | -86  | -86  | -86  | -86  | -86  |
| ------------------ | ---- | ---- | ---- | ---- | ---- | ---- | ---- | ---- |
| Olympijské hry     | —    |      |      |      | —    |      |      |      |
| Mistrovství světa  |      | úč.  | —    | —    |      | 5.   | —    | úč.  |
| Evropské hry       |      |      |      | —    |      |      |      | 5.   |
| Mistrovství Evropy | 3.   | úč.  | —    | —    | 2.   | 2.   | 2.   | —    |